# Oskar Wagner (Politiker)
Oskar Wagner (* 30. Oktober 1897 in Passau; † 8. November 1971 in Hauzenberg) war ein deutscher Kaufmann.
Nach dem Besuch der Volks- und der Realschule in Passau machte Wagner in Deggendorf die Lehre zum Kaufmann und war anschließend als Verkäufer und Expedient einer Großhandelsfirma in Salzburg tätig. Später war er Assistent am Passauer Versorgungsamt und leitete eine Speditionsfirma. Von 1928 an führte er ein eigenes Lebensmittel- und Feinkostgeschäfts in Hauzenberg. Von 1952 bis 1968 war er Aufsichtsratsvorsitzender der Edeka-Genossenschaft Passau. Von Januar 1958 bis Dezember 1963 war er Mitglied des Bayerischen Senats.